# Magnez
Magnez (Mg, łac. magnesium) – pierwiastek chemiczny, metal ziem alkalicznych (druga grupa główna układu okresowego). Ma trzy stabilne izotopy: 24
Mg, 25
Mg oraz 26
Mg.
Magnez po raz pierwszy został uznany za pierwiastek przez Josepha Blacka (1755), zaś wyodrębniony w formie czystej w 1808 roku przez Humphry’ego Davy’ego, który nadał mu łacińską nazwę. Polską nazwę zaproponował Filip Neriusz Walter.

## Występowanie
Magnez jest jednym z najpospolitszych pierwiastków, występuje w skorupie ziemskiej w ilości 2,74% pod postacią minerałów: dolomitu, magnezytu, kizerytu, biszofitu, karnalitu, kainitu i szenitu. W wodzie morskiej występuje w ilości około 0,12%, w postaci roztworu soli Mg2+
. Nie występuje w postaci pierwiastkowej.

## Otrzymywanie

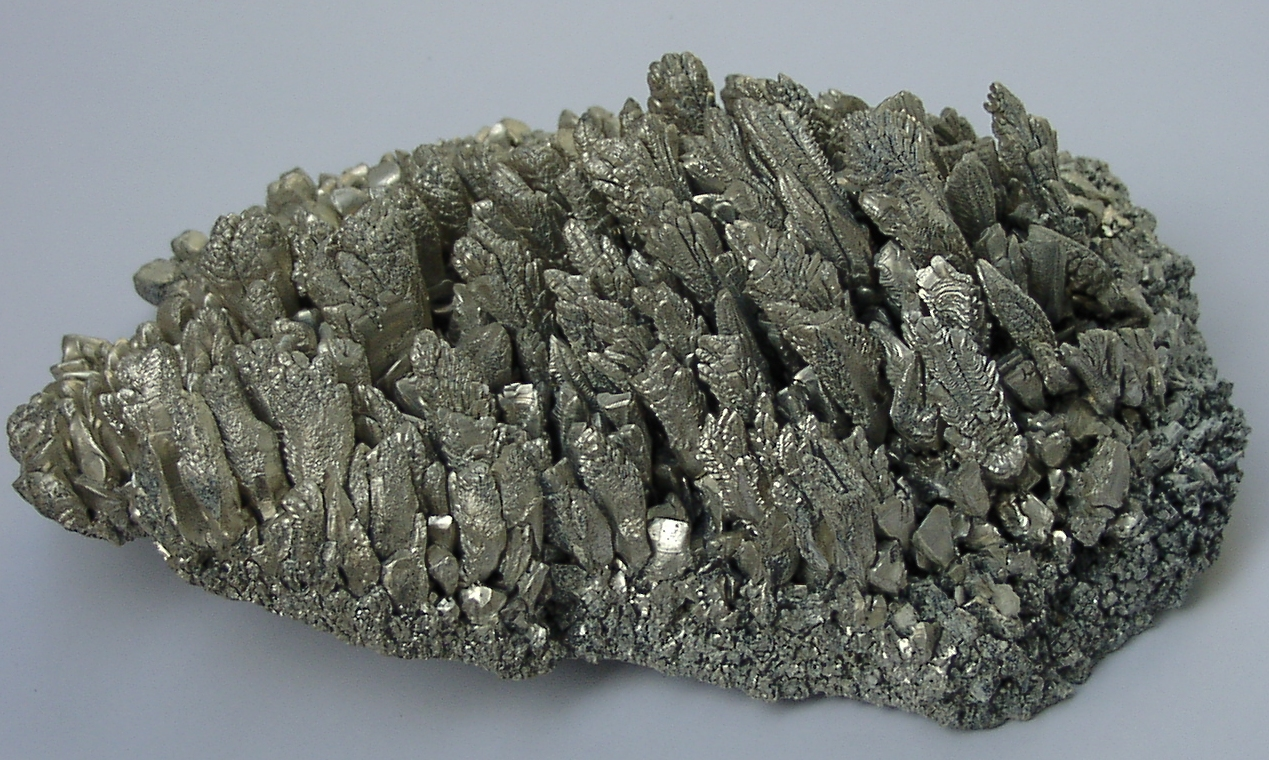
Kryształy magnezu otrzymane w procesie Pidgeon

Magnez można otrzymać poprzez redukcję tlenku magnezu lub metodami elektrochemicznymi. Do elektrolizy stosuje się stopione sole: karnalit lub chlorek magnezu z topnikami, np. fluorytem lub mieszaniną NaCl i CaCl
2. W metodach termicznych jako reduktory stosuje się węgiel lub karbid w temperaturze ok. 2000 °C:
MgO + C ⇌ Mg + CO↑
lub krzem w reakcji z tlenkami magnezu i wapnia pochodzącymi z wyprażenia dolomitu (w metodzie tej uzyskuje się magnez o dużej czystości):
2(CaO·MgO) + Si → Ca
2SiO
4 + 2Mg
Zamiast czystego krzemu stosuje się także żelazokrzem. W celu ochrony przed ponownym utlenieniem proces prowadzi się w próżni lub atmosferze wodoru lub gazu ziemnego.

## Związki
Najważniejszymi związkami magnezu są tlenek, wodorotlenek oraz sole. Roztwory wodne, w których występuje duże stężenie jonów Mg2+
, mają gorzki smak.
Siarczan magnezu, tzw. sól gorzka, znajduje zastosowanie jako środek przeczyszczający, a w formie bezwodnej – jako środek suszący.

## Właściwości fizyczne i chemiczne
Magnez jest srebrzystobiałym metalem, który staje się kowalny w wysokiej temperaturze, dość łatwo utlenia się na powietrzu, ale podobnie jak w przypadku glinu, proces korozji jest hamowany przez pasywację. W przeciwieństwie do glinu (PBR = 1,28) magnez ma jednak niekorzystny współczynnik Pillinga i Bedwortha (PBR = 0,80), w efekcie powłoka pasywacyjna jest mniej skuteczna.
Pasywacji ulega także w stężonym (98%) kwasie siarkowym (doniesiono jednak o opornym rozpuszczaniu się magnezu w stęż. H
2SO
4 (Bunsen), z wydzielaniem SO
2 (Liebig) lub H
2S i S (A. Ditte)) i wobec par jodu (brak reakcji do temp. 600 °C). Pasywacyjna warstwa trudnorozpuszczalnego fluorku magnezu chroni go też przed działaniem kwasu fluorowodorowego.
Powoli reaguje z gorącą wodą (> 70 °C), tworząc wodorotlenek magnezu. Jest całkowicie odporny na działanie alkaliów, natomiast energicznie reaguje z kwasami z wytworzeniem odpowiednich soli i wydzieleniem wodoru. W analizie jakościowej kationy Mg2+
 należą do V grupy.
Jest substancją palną, temperatura zapłonu wynosi ok. 760 °C. Pył magnezowy jest piroforyczny, jego temperatura samozapłonu wynosi ok. 470 °C. Magnez w powietrzu spala się oślepiającym białym płomieniem o temperaturze 3000–3100 °C. Produktem głównym jest tlenek, któremu towarzyszy azotek magnezu:
2Mg + O
2 → 2MgO
3Mg + N
2 → Mg
3N
2
Spalanie podtrzymywane jest także w atmosferze pary wodnej i dwutlenku węgla:
Mg + H
2O → MgO + H
2
2Mg + CO
2 → 2MgO + C (sadza)
Magnez rozpuszcza się po podgrzaniu w metanolu i etanolu z wytworzeniem odpowiednich alkoholanów. Reakcje te inicjowane są przez jod, a inhibowane przez wodę w ilości powyżej 1%. Wykorzystywane są do otrzymywania alkoholanów oraz do uzyskiwania tzw. absolutnego etanolu, tj. produktu o bardzo niskiej zawartości wody:
2ROH + Mg → Mg(OR)
2 + H
2↑
Magnez reaguje też z halogenkami organicznymi z wytworzeniem związków Grignarda:
R-X + Mg → R-Mg-X (X = Cl, Br, I)

## Zastosowanie
Magnez metaliczny wykorzystuje się w chemii organicznej do otrzymywania związków Grignarda, oraz w postaci prętów do ochrony przed korozją pojemnościowych podgrzewaczy wody, wykonanych ze stali (anoda magnezowa montowana wewnątrz zbiornika).
Stopy magnezu są wykorzystywane w przemyśle lotniczym i kosmicznym, tam gdzie stopy tytanu i glinu są za ciężkie. Stopy magnezu z litem mają jedną z najniższych gęstości i korzystny stosunek wytrzymałości mechanicznej do masy. W podobnych zastosowaniach wykorzystywane są także magnale (stopy glinu z magnezem) oraz elektrony (stopy magnezu, glinu, cynku, manganu i krzemu).
Ze stopów magnezowych wykonuje się obudowy niektórych urządzeń elektronicznych i precyzyjnych, np. obudowy notebooków, kamer filmowych i video oraz aparatów fotograficznych.

## Znaczenie biologiczne
Magnez wchodzi w skład chlorofilu. Jony magnezu odgrywają rolę w utrzymywaniu ciśnienia osmotycznego krwi i innych tkanek, oraz utrzymywaniu właściwej struktury rybosomów. Jest składnikiem kości, obniża stopień uwodnienia koloidów komórkowych, uczestniczy w przekazywaniu sygnałów w układzie nerwowym.
Objawy niedoboru magnezu u roślin: więdnięcie, chloroza liści, zahamowanie fotosyntezy.

## Objawy niedoboru u człowieka
Zapotrzebowanie na magnez u osób dorosłych wynosi 300–400 mg na dobę i, chociaż w naturalnym środowisku bogato występuje w spożywanych przez człowieka pokarmach, jest go coraz mniej w wyniku nawożenia chemicznego gleby związkami zawierającymi potas oraz stosowania nadmiernej ilości konserwantów. Inne przyczyny niedoboru magnezu to: nadużywanie alkoholu, stosowanie hormonalnych środków antykoncepcyjnych, stres, spożywanie dużych ilości tłuszczów, niewydolność nerek.
Magnez bierze udział w licznych procesach zachodzących w organizmie, a zakres objawów jego niedoboru jest szeroki.
- zwiększenie pobudliwości nerwowo-mięśniowej oraz osłabienia i nieprawidłowości pracy serca, czego efektem są:
  - drgania jednej z powiek, czy też częściowo górnych warg

- bolesne skurcze łydek
- uczucia odrętwienia i mrowienia w kończynach
- objaw Raynauda
- wzmożone wypadanie włosów
- łamanie się paznokci
- próchnica zębów
- rozdrażnienia, lęki, stan zagubienia
- zespół niespokojnych nóg
- zaburzenie depresyjne
- trudności w koncentracji
- zaburzenia snu, nocne poty
- bóle głowy, mdłości
- nagłe zawroty głowy
- kołatanie serca, arytmii
- nadciśnienie
- miażdżyca
- biegunka
- nietolerancja glukozy(inne języki), cukrzyca typu II
- kamica nerkowa
- bolesne miesiączkowanie
- rzucawka okołoporodowa,
- zatrucie ciążowe
- astma oskrzelowa
- migrena
- zespół metaboliczny

Suplementacja magnezem może mieć wiele korzystnych skutków dla zdrowia w tych schorzeniach i objawach.

### Magnez a depresja
Przypuszczalnie niedobór magnezu w diecie może prowadzić do depresji. Poziom tego pierwiastka był istotnie mniejszy w płynie mózgowo-rdzeniowym osób z lekooporną depresją grożącą samobójstwem oraz pobranym od osób, które popełniły samobójstwo. Poziom magnezu w mózgu nie jest skorelowany bezpośrednio z jego poziomem w surowicy krwi. Jego nieinwazyjny pomiar w mózgu jest możliwy przy użyciu spektroskopii rezonansu magnetycznego 31P in vivo, gdyż przesunięcia chemiczne sygnałów atomu fosforu β nukleozydotrifosforanów można skorelować ze stężeniem wolnych jonów Mg2+
. Zawartość magnezu w mózgu osób z lekooporną depresją była istotnie mniejsza niż u osób zdrowych. Metoda pomiaru poziomu magnezu w mózgu in vivo metodą MRI opublikowana została w roku 2008 i wymaga potwierdzenia w badaniach klinicznych.
Chlorek magnezu u osób z cukrzycą typu II i niedoborem magnezu już w niewielkich dawkach był tak skuteczny w leczeniu objawów depresyjnych, jak silny lek przeciwdepresyjny – imipramina. Opisywano przypadki, w których suplementacja rozpuszczalną formą magnezu (4 × 125–300 mg jonów Mg2+
 dziennie) nawet w ciągu mniej niż 7 dni zniosła objawy kliniczne depresji. Z niektórych badań wynika, że skuteczna terapia farmakologicznymi środkami przeciwdepresyjnymi przebiega ze wzrostem poziomu magnezu w organizmie.

### Przedawkowanie
Nadmiar magnezu z organizmu jest usuwany przez nerki. Istnieje pewna możliwość przedawkowania preparatów magnezu. Ryzyko to dotyczy szczególnie pacjentów starszych, ze znacznie upośledzoną funkcją nerek. Możliwe objawy obejmują niedociśnienie, spowolnienie akcji serca – bradykardia, niewydolność oddechowa, osłabienie odruchów – hiporefleksja, opisano śmierć osoby w podeszłym wieku po przyjęciu bardzo dużej ilości związków magnezu w celu ułatwienia wypróżnienia.

### Magazynowanie
Ponad połowa magnezu znajduje się w kościach, jedna czwarta w mięśniach szkieletowych, jedna czwarta rozmieszczona jest w całym organizmie, przeważnie w układzie nerwowym i w narządach o dużej aktywności metabolicznej, jak: mięsień sercowy, wątroba, przewód pokarmowy, nerki, gruczoły wydzielania wewnętrznego i zewnętrznego, układ hemolimfatyczny.

### Źródła magnezu w pożywieniu
Poniżej przedstawiono zawartość magnezu w 100 g poszczególnych produktów:
| Produkt              | Kategoria         | Stan/forma przygotowania | zawartość magnezu | % maks. dobowego zapotrzebowania |
| -------------------- | ----------------- | ------------------------ | ----------------- | -------------------------------- |
| otręby pszenne       | zboże             | surowe                   | 611 mg            | 153%                             |
| dynia                | warzywa           | pestki                   | 593 mg            | 148%                             |
| kakao gorzkie 16%    | kakao i pochodne  | n/a                      | 420 mg            | 105%                             |
| orzechy brazylijskie | orzechy i nasiona | surowe                   | 377 mg            | 94%                              |
| słonecznik           | warzywa           | nasiona                  | 359 mg            | 90%                              |
| majeranek            | przyprawy         | surowy                   | 346 mg            | 86%                              |
| migdały              | orzechy i nasiona | surowe                   | 270 mg            | 67%                              |
| oregano              | przyprawy         | suszone                  | 270 mg            | 67%                              |
| curry                | przyprawy         | proszek                  | 254 mg            | 63%                              |
| otręby owsiane       | zboże             | surowe                   | 235 mg            | 59%                              |
| tymianek             | przyprawy         | suszony                  | 220 mg            | 55%                              |
| kasza gryczana       | zboże             | sucha                    | 218 mg            | 54%                              |
| soja                 | warzywa           | sucha                    | 216 mg            | 54%                              |
| fasola biała         | warzywa           | sucha                    | 170 mg            | 42%                              |
| czekolada gorzka     | kakao i pochodne  | –                        | 170 mg            | 42%                              |
| orzechy pistacjowe   | orzechy i nasiona | surowe                   | 158 mg            | 39%                              |
| orzechy laskowe      | orzechy i nasiona | surowe                   | 140–160 mg        | 35-40%                           |
| płatki owsiane       | zboże             | suche                    | 130 mg            | 32%                              |
| groch                | warzywa           | surowy                   | 124 mg            | 31%                              |
| ciecierzyca          | warzywa           | surowa                   | 120 mg            | 30%                              |
| ryż brązowy          | zboże             | surowy                   | 110 mg            | 27%                              |
| szczaw               | warzywa           | surowy                   | 103 mg            | 26%                              |
| orzechy włoskie      | orzechy i nasiona | surowe                   | 100 mg            | 25%                              |
| soja                 | warzywa           | gotowana                 | 86 mg             | 21%                              |
| szpinak              | warzywa           | surowy                   | 79 mg             | 20%                              |
| botwina              | warzywa           | surowa                   | 73 mg             | 18%                              |
| bazylia              | przyprawy         | świeża                   | 64 mg             | 16%                              |
| fasola biała         | warzywa           | gotowana                 | 63 mg             | 16%                              |
| karczochy            | warzywa           | surowe                   | 60 mg             | 15%                              |
| koper                | warzywa           | surowy                   | 55 mg             | 14%                              |
| pietruszka           | warzywa           | surowa                   | 55 mg             | 14%                              |
| rukola               | warzywa           | surowa                   | 47 mg             | 12%                              |
| jarmuż               | warzywa           | surowy                   | 47 mg             | 12%                              |
| karczochy            | warzywa           | gotowane                 | 42 mg             | 10%                              |
| makrela              | ryby              | surowa                   | 30 mg             | 7%                               |
| dorsz                | ryby              | surowy                   | 30 mg             | 7%                               |

Łatwo rozpuszczalne związki magnezu (mleczan, wodoroasparaginian, chlorek, siarczan, cytrynian, glicynian, pidolinian), jak i nierozpuszczalne (węglan, tlenek, wodorotlenek) wchodzą w skład wielu suplementów diety. Poszczególne związki różnią się znacznie ilością zawartego w nich jonu Mg2+
 (kilka – kilkanaście procent), dlatego do porównywania dawkowania preparatów brana jest pod uwagę zawartość samego jonu Mg2+
. Preparaty związków łatwo rozpuszczalnych mają lepszą biodostępność, są jednak droższe. Niewielką dostępność związków nierozpuszczalnych można poprawić poprzez przygotowanie ich zawiesiny w wodzie (np. w postaci tabletek musujących, które jednak zawierają istotną ilość sodu). Dodatek witaminy B6 potęguje działanie preparatów magnezu.
Źródłem magnezu w diecie może być wschodnioazjatycka przyprawa nigari, w której ok. 95% stanowi MgCl
2·6H
2O.